# Динамо (футбольний клуб, Свердловськ)
Футбольний клуб «Динамо» (Свердловськ) або просто «Динамо» (рос. Футбольный клуб «Динамо» Свердловск)  — радянський і російський футбольний клуб з міста Свердловськ.

## Історія
Утворений при місцевому спортивному товаристві «Динамо». У 1936 році клуб взяв участь в розіграші Кубку СРСР. Дебют команди в чемпіонатах СРСР датується 1937 роком, коли «Динамо» вдало виступило в Групі «Д», зайнявши за підсумками сезону перше місце.
По завершенні Другої світової війни в 1946 році клуб зайняв перше місце в уральській зоні Третьої групи СРСР, а також переміг у фіналі групи й посів третє місце у другому фіналі.
З наступного року свердловське «Динамо» стало учасником Другої групи СРСР. У 1947 році команда зайняла 7 місце, в 1948 — 5-е, а в 1949 — 8-е. Після цього клуб більше не брав участі в турнірах на рівні країни.

## Досягнення
- Друга група чемпіонату СРСР
  - 5-е місце (1): 1948

- Кубок СРСР
  - 1/16 фіналу (2): 1936, 1947

## Статистика виступів

### У чемпіонатах
| Сезон | Турнір                                  | Місце | Іг | В  | Н | П  | М     | О  |
| ----- | --------------------------------------- | ----- | -- | -- | - | -- | ----- | -- |
| 1937  | Група «Д». Міста Сходу                  | 1     | 6  | 4  | 1 | 1  | 38-8  | 15 |
| 1946  | Третя група СРСР, РРФСР, Уральська зона | 1     | 10 | 9  | 1 | 0  | 44-9  | 19 |
| 1946  | Третя група СРСР, РРФСР, Фінал          | 1     | 2  | 1  | 1 | 0  | 4-2   | 3  |
| 1946  | Третя група СРСР, РРФСР, Фінал 2        | 3     | 4  | 1  | 3 | 0  | 8-7   | 5  |
| 1947  | Друга група СРСР, 2 зона РРФСР          | 7     | 18 | 6  | 3 | 9  | 27-35 | 15 |
| 1948  | Друга група СРСР, 2 зона РРФСР          | 5     | 24 | 11 | 5 | 8  | 51-44 | 27 |
| 1949  | Друга група СРСР, 2 зона РРФСР          | 8     | 26 | 9  | 7 | 10 | 40-43 | 25 |

### У кубку
| Сезон | Стадія | Суперник                     | Іг | В | Н | П | М    |
| ----- | ------ | ---------------------------- | -- | - | - | - | ---- |
| 1936  | 1/16   | «Динамо» (Ростов-на-Дону)    | 3  | 2 | 0 | 1 | 11-7 |
| 1938  | 1/32   | «Динамо» (Казань)            | 4  | 3 | 0 | 1 | 20-4 |
| 1947  | 1/16   | «Динамо» (Челябінськ)        | 4  | 3 | 0 | 1 | 11-3 |
| 1949  | 1/512  | «Кольормет» (Красноуральськ) | 1  | 0 | 0 | 1 | 2-3  |

## Відомі гравці
- Михайло Сушков (заслужений майстер спорту СРСР, багаторазовий чемпіон Москви з футболу)

## Відомі тренера
- Михайло Сушков (1935—1936)